# Championnats d'Europe de gymnastique artistique féminine 2000
Navigation
Édition précédente Édition suivante
Les 23e championnats d'Europe de gymnastique artistique féminine ont eu lieu à Paris en 2000.

## Résultats

### Concours par équipe
| Rang               | Pays     | Gymnastes                                                                         | Total   |
| ------------------ | -------- | --------------------------------------------------------------------------------- | ------- |
| Médaille d'or      | Russie   | Ekaterina Lobaznyuk, Elena Produnova, Svetlana Khorkina, Elena Zamolodchikova     | 115.760 |
| Médaille d'argent  | Ukraine  | Inha Shkapura, Victoria Karpenko, Natalia Horodniy, Alona Kvasha, Olha Roshupkina | 115.302 |
| Médaille de bronze | Roumanie | Maria Olaru, Simona Amanar, Andreea Raducan, Loredana Boboc, Andreea Isărescu     | 114.703 |

### Concours général individuel
| Ranf               | Pays        | Gymnaste             | Saut  | Barres asymétriques | Poutre | Sol   | Total  |
| ------------------ | ----------- | -------------------- | ----- | ------------------- | ------ | ----- | ------ |
| Médaille d'or      | Russie      | Svetlana Khorkina    | 9.362 | 9.875               | 9.737  | 9.775 | 38.749 |
| Médaille d'argent  | Russie      | Elena Zamolodchikova | 9.612 | 9.662               | 9.675  | 9.675 | 38.624 |
| Médaille de bronze | Ukraine     | Victoria Karpenko    | 9.531 | 9.800               | 9.350  | 9.775 | 38.456 |
| 4                  | Espagne     | Ester Moya           | 9.593 | 9.587               | 9.662  | 9.600 | 38.442 |
| 5                  | Ukraine     | Olga Roshupkina      | 9.418 | 9.637               | 9.712  | 9.637 | 38.404 |
| 6                  | Roumanie    | Andreea Raducan      | 9.331 | 9.600               | 9.750  | 9.650 | 38.331 |
| 7                  | Espagne     | Sara Moro            | 9.181 | 9.600               | 9.700  | 9.575 | 38.056 |
| 8                  | Roumanie    | Simona Amanar        | 9.650 | 8.887               | 9.762  | 9.750 | 38.049 |
| 9                  | Tchéquie    | Jana Kromrskova      | 9.237 | 9.575               | 9.337  | 9.350 | 37.499 |
| 10                 | Royaume-Uni | Lisa Mason           | 9.281 | 9.500               | 9.025  | 9.562 | 37.368 |

### Finales par engins

#### Saut
| Rang               | Pays     | Gymnaste             | Points |
| ------------------ | -------- | -------------------- | ------ |
| Médaille d'or      | Roumanie | Simona Amanar        | 9.674  |
| Médaille d'argent  | Russie   | Elena Zamolodchikova | 9.668  |
| Médaille de bronze | Espagne  | Ester Moya           | 9.574  |
| 4                  | Russie   | Elena Produnova      | 9.543  |
| 5                  | Ukraine  | Victoria Karpenko    | 9.512  |
| 6                  | Ukraine  | Alona Kvasha         | 9.418  |
| 7                  | Italie   | Martina Bremini      | 9.337  |
| 8                  | Espagne  | Laura Martinez       | 8.618  |

#### Barres asymétriques
| Rang               | Pays        | Gymnaste          | Points |
| ------------------ | ----------- | ----------------- | ------ |
| Médaille d'or      | Russie      | Svetlana Khorkina | 9.837  |
| Médaille d'argent  | Ukraine     | Victoria Karpenko | 9.800  |
| Médaille de bronze | Russie      | Elena Produnova   | 9.775  |
| 4                  | Roumanie    | Andreea Isărescu  | 9.725  |
| 5                  | Espagne     | Laura Martinez    | 9.612  |
| 6                  | Biélorussie | Tatiana Jarganova | 9.550  |
| 7                  | Italie      | Adriana Crisci    | 9.325  |
| 8                  | Hongrie     | Adrienn Nyeste    | 9.287  |

#### Poutre
| Rang               | Pays        | Gymnaste             | Points |
| ------------------ | ----------- | -------------------- | ------ |
| Médaille d'or      | Russie      | Svetlana Khorkina    | 9.837  |
| Médaille d'argent  | Roumanie    | Simona Amanar        | 9.800  |
| Médaille de bronze | Russie      | Elena Zamolodchikova | 9.762  |
| 4                  | Ukraine     | Victoria Karpenko    | 9.587  |
| 5                  | Roumanie    | Andreea Raducan      | 9.475  |
| 6                  | Ukraine     | Olga Roshupkina      | 9.350  |
| 7                  | Royaume-Uni | Lisa Mason           | 9.275  |
| 8                  | Italie      | Elena Olivetti       | 8.625  |

#### Sol
| Rang              | Pays     | Gymnaste             | Points |
| ----------------- | -------- | -------------------- | ------ |
| Médaille d'or     | France   | Ludivine Furnon      | 9.875  |
| Médaille d'argent | Ukraine  | Victoria Karpenko    | 9.812  |
| Médaille d'argent | Roumanie | Andreea Raducan      | 9.812  |
| Médaille d'argent | Russie   | Elena Produnova      | 9.812  |
| 5                 | Roumanie | Simona Amanar        | 9.800  |
| 6                 | Ukraine  | Olga Roshupkina      | 9.737  |
| 7                 | Italie   | Adriana Crisci       | 9.600  |
| 8                 | Russie   | Elena Zamolodchikova | 8.437  |